# John R. Howard épület
A John R. Howard épület a Lewis és Clark Főiskola létesítménye az Oregon állambeli Portlandben. A 2004-ben átadott épület névadó ünnepsége 2005-ben volt.

## Története
A 4700 négyzetméteres épületet 2004 telén adták át. Tervezője a több főiskolai létesítménnyel is megbízott Thomas Hacker Architects.

## Energiahatékonyság
A LEED arany fokozatával rendelkező épület energiaigénye egy hasonló alapterületű létesítményhez képest negyven százalékkal alacsonyabb. Will Dann, az építésziroda munkatársa szerint ez a padlófűtésnek és a hűtőrendszernek köszönhető. A lift szintén energiatakarékos.